# Administration territoriale du Tchad
Le Tchad, indépendant depuis 1960, a longtemps été divisé en 14 préfectures. Puis, en 1999 il est divisé en 28 départements. Enfin, depuis 2024, il est divisé en 23 provinces.

## Situation actuelle: 23 provinces et 120 départements
- 10 août 2018, publication de l'Ordonnance n° 038/PR/2018 portant création des Unités Administratives et des Collectivités Autonomes (texte vu lors du Conseil des Ministres du 26 juillet 2018) : 23 provinces et 107 départements. Les anciennes régions deviennent des provinces, création de nouveaux départements et de nouvelles communes.

- 11 février 2019, publication de l'Ordonnance n° 001/PR/2019 : 23 provinces, 112 départements et 405 communes.

- 6 octobre 2021, publication de la Loi n° 006/PCMT/2021 portant restructuration des Unités Administratives et des Collectivités Autonomes : 23 provinces, 115 départements et 420 communes.

- 4 juillet 2024, publication de l'Ordonnance n° 001/PR/2024 portant restructuration des Unités Administratives  (texte vu lors du Conseil des Ministres du 4 juillet 2024) : 23 provinces, 120 départements et 454 sous-préfectures.

NB : liste des provinces dans l'ordre de l'ordonnance
| N° | Province           | Chef-lieu    | Départements                                                                         |
| -- | ------------------ | ------------ | ------------------------------------------------------------------------------------ |
| 1  | Barh el Gazel      | Moussoro     | Barh el Gazel Nord, Barh el Gazel Sud, Barh el Gazel Ouest, Barh el Gazel Est, Kleta |
| 2  | Batha              | Ati          | Batha Est, Batha Ouest, Fitri, Ouadi Rimé, Assinet, (Djombo Djedid)*, Haraze         |
| 3  | Borkou             | Faya-Largeau | Borkou, Borkou Yala, Kouba, Emi Koussi*                                              |
| 4  | Chari-Baguirmi     | Massenya     | Baguirmi, Chari, Loug Chari, Dourbali                                                |
| 5  | Ennedi Est         | Amdjarass    | Amdjarass, Wadi Hawar, Itou, Nohi, Bao, Mourdi                                       |
| 6  | Ennedi Ouest       | Fada         | Fada, Mourtcha, Lac Ounianga, Tebi, Gouro, Torbol                                    |
| 7  | Guéra              | Mongo        | Barh Signaka, Guéra, Abtouyour, Mangalmé, Garada                                     |
| 8  | Hadjer-Lamis       | Massakory    | Dababa, Dagana, Haraze Al Biar, Ngoura                                               |
| 9  | Kanem              | Mao          | Nord Kanem, Kanem, Sud Kanem                                                         |
| 10 | Lac                | Bol          | Fouli, Kaya, Mamdi, Wayi, Doum Doum*, Kouloukimé                                     |
| 11 | Logone Occidental  | Moundou      | Dodjé, Lac Wey, Ngourkosso, Guéni                                                    |
| 12 | Logone Oriental    | Doba         | Nya Pendé, Pendé, Monts de Lam, Nya, Kouh-Est, Kouh-Ouest                            |
| 13 | Mandoul            | Koumra       | Barh Sara, Mandoul Occidental, Mandoul Oriental, Goundi, Taralnass, Mandoul Central  |
| 14 | Mayo-Kebbi Est     | Bongor       | Mayo-Boneye, Kabbia, Mont d'Illi, Mayo-Lémié                                         |
| 15 | Mayo-Kebbi Ouest   | Pala         | Lac Léré, Mayo-Dallah, Mayo-Binder, El-Ouaya, Gagal*, Nanaye                         |
| 16 | Moyen-Chari        | Sarh         | Barh Kôh, Grande Sido, Lac Iro, Korbol, La Moula, Bragoto                            |
| 17 | Ouaddaï            | Abéché       | Djourouf Al Ahmar, Assoungha, Ouara, Abougoudam                                      |
| 18 | Salamat            | Am Timan     | Aboudeïa, Barh Azoum, Haraze-Mangueigne                                              |
| 19 | Sila               | Goz Beida    | Abdi, Kimiti, Tissi, Adé, Koukou-Andarana                                            |
| 20 | Tandjilé           | Laï          | Tandjilé Est, Tandjilé Ouest, Tandjilé Centre, Manga, Manbagué                       |
| 21 | Tibesti            | Bardaï       | Bardaï, Aouzou, Zouar, Wour, Emi Koussi*, Zoumri                                     |
| 22 | Wadi Fira          | Biltine      | Biltine, Dar Tama, Iriba, Mégri, Al-Biher, Dar-Alfawakih, Tiné                       |
| 23 | Région de Ndjamena | Ndjamena     | 10 communes d'arrondissement                                                         |

## Historique

### Entre 1910 et 1935: 9 puis 10 circonscriptions
L'arrêté du 5 octobre 1910, divise le territoire militaire du Tchad en 9 circonscriptions.
| N° | Circonscription | Chef-lieu        | Subdivisions                                        |
| -- | --------------- | ---------------- | --------------------------------------------------- |
| 1  | Kanem           | Mao              | Mao, Bol, Rig-Rig, Moussoro, Massakory, Ngouri      |
| 2  | Batha           | Ati              | Ati, Mongo                                          |
| 3  | Ouaddaï         | Abéché           | Abéché, Oum-Hadjer, Toumtouma, Arada, Kallim        |
| 4  | Bas-Chari       | Fort-Lamy        | Fort-Lamy                                           |
| 5  | Baguirmi        | Tchikina         | Massénya, Bousso, Bokoro, Melfi                     |
| 6  | Selamat         | Amm-et-Timan     | Am Timane, Aboudéia                                 |
| 7  | Logone          | Behagle          | Behagle, Doba                                       |
| 8  | Mayo-Kebbi      | Léré             | Léré, Fianga                                        |
| 9  | Moyen-Chari     | Fort-Archambault | Fort-Archambault, Kiyabé, Goundi-Bédiondo, Moïssala |
| 10 | Borkou-Ennedi   | Largeau          | -                                                   |

La circonscription du Borkou-Ennedi est créée en 1914.

### Entre 1935 et 1936/1937: 4 départements (région du Tchad) + 2 départements (région de l'Oubangui-Chari)
Selon l'arrêté Renard du 15 novembre 1934.
Région du Tchad :
| N° | Département           | Chef-lieu | Subdivisions                                                                         |
| -- | --------------------- | --------- | ------------------------------------------------------------------------------------ |
| 1  | Baguirmi-Chari        | Fort-Lamy | Fort-Lamy, Massakory, Massenya, Bousso, Melfi                                        |
| 2  | Borkou-Ennedi-Tibesti | Faya      | Faya, Fada, Zouar                                                                    |
| 3  | Kanem-Batha           | Moussoro  | Moussoro, Ati, Mongo, Zigueï, Rig-Rig, Bol                                           |
| 4  | Ouaddaï-Salamat       | Abéché    | Abéché, Adré, Biltine, Goz-Beïda, Am-Dam, Oum-Hadjer, Aboudéïa, Am-Timan, Mangueigne |

Région de l'Oubangui-Chari :
| N° | Département    | Chef-lieu        | Subdivisions                          |
| -- | -------------- | ---------------- | ------------------------------------- |
| 1  | Chari-Bangoran | Fort-Archambault | Koumra, Moïssala, Ndélé               |
| 2  | Logone         | Moundou          | Bongor, Doba, Laï, Kélo, Léré, Fianga |

(tableau en cours de saisie)

### Entre 1937 et 1947: 10 départements
La réorganisation administrative intervient par décret du 31 décembre 1937. Elle reprend l'organisation publiée le 1er janvier 1937.
| N° | Département           | Chef-lieu        | Subdivisions                                 | Postes de contrôle |
| -- | --------------------- | ---------------- | -------------------------------------------- | ------------------ |
| 1  | Ouaddaï               | Abéché           | Abéché, Adré, Biltine, Goz-Béïda, Am-Dam     |                    |
| 2  | Salamat               | Am-Timan         | Am-Timan, Aboudeia, Mangueigne               |                    |
| 3  | Batha                 | Ati              | Ati, Oum-Hadjer, Mongo                       |                    |
| 4  | Mayo-Kebbi            | Bongor           | Bongor, Fianga, Léré, Palla                  | Kyabé              |
| 5  | Moyen-Chari           | Fort-Archambault | Fort-Archambault, Koumra, Moïssala           |                    |
| 6  | Bas-Chari             | Fort-Lamy        | Fort-Lamy (commune mixte), Massakory, Bokoro |                    |
| 7  | Borkou-Ennedi-Tibesti | Largeau          | Largeau, Fada, Zouar                         |                    |
| 8  | Baguirmi              | Massenya         | Massenya, Melfi, Bousso                      |                    |
| 9  | Logone                | Moundou          | Moundou, Laï, Kélo, Doba, Baïbokoum          |                    |
| 10 | Kanem                 | Moussoro         | Moussoro, Rig-Rig, Mao, Bol                  |                    |

### Entre 1947 et 1960: 9 régions
| N° | Région                | Chef-lieu        | Districts                                 |
| -- | --------------------- | ---------------- | ----------------------------------------- |
| 1  | Ouaddaï               | Abéché           | Abéché, Adré, Biltine, Am Dam, Goz Beïda  |
| 2  | Salamat               | Am Timan         | Am Timan, Aboudeïa, Mangueigné, Melfi     |
| 3  | Batha                 | Ati              | Ati, Mongo                                |
| 4  | Mayo-Kebbi            | Bongor           | Bongor, Fianga, Léré, Pala                |
| 5  | Moyen-Chari           | Fort-Archambault | Fort-Archambault, Koumra, Kyabé, Moïssala |
| 6  | Chari-Baguirmi        | Fort-Lamy        | Fort-Lamy, Massenya, Bousso               |
| 7  | Borkou-Ennedi-Tibesti | Faya-Largeau     | Faya-Largeau                              |
| 8  | Kanem                 | Mao              | Mao, Bol                                  |
| 9  | Logone                | Moundou          | Moundou, Doba, Laï                        |

(tableau en cours de saisie)
Création / suppression de circonscriptions :

### Entre 1960 et 1999: 14 préfectures
| N° | Préfecture            | Chef-lieu    | Sous-préfectures                               |
| -- | --------------------- | ------------ | ---------------------------------------------- |
| 1  | Batha                 | Ati          | Ati, Djedda, Oum Hadjer                        |
| 2  | Biltine               | Biltine      | Am Zoer, Arada, Biltine, Guéréda, Iriba        |
| 3  | Borkou-Ennedi-Tibesti | Faya-Largeau | Bardaï, Fada, Faya-Largeau, Zouar ...          |
| 4  | Chari-Baguirmi        | N'Djamena    | Bokoro, Bousso, Massakory, Massenya, N'Djamena |
| 5  | Guéra                 | Mongo        | Bitkine, Mangalmé, Melfi, Mongo                |
| 6  | Kanem                 | Mao          | Mao, Moussoro, Nokou                           |
| 7  | Lac                   | Bol          | Bagassola, Bol, Liwa, Ngouri                   |
| 8  | Logone Occidental     | Moundou      | Beinamar, Benoye, Moundou                      |
| 9  | Logone Oriental       | Doba         | Baibokoum, Bebedjia, Doba, Goré                |
| 10 | Mayo-Kebbi            | Bongor       | Bongor, Fianga, Gounou Gaya, Léré, Pala        |
| 11 | Moyen-Chari           | Sarh         | Koumra, Kyabé, Maro, Moissala, Sarh            |
| 12 | Ouaddaï               | Abéché       | Abéché, Adré, Am Dam, Goz Beida                |
| 13 | Salamat               | Am Timan     | Aboudeia, Am Timan, Haraze Mangueigne          |
| 14 | Tandjilé              | Laï          | Béré, Kélo, Laï                                |

### Entre 1999 et 2002: 28 départements
Période transitoire avec création de nouvelles entités administratives. Cependant, les régions prévues par la nouvelle constitution ne sont pas encore créées. Le statut et la place de la Ville de Ndjamena n'est pas précisée.
(Décret no 355/PR/MISD/99 du 1er septembre 1999 portant création des Départements)
NB : ordre du décret
| N° | Département       | Chef-lieu    | Sous-préfectures                                   |
| -- | ----------------- | ------------ | -------------------------------------------------- |
| 1  | Dababa            | Bokoro       | Bokoro, Gama, Moïto                                |
| 2  | Baguirmi          | Massenya     | Massenya, Bousso, Dourbali                         |
| 3  | Batha Ouest       | Ati          | Ati, Djedaa, Fitri (Yao), Koundjourou              |
| 4  | Batha Est         | Oum-Hadjer   | Oum-Hadjer, Assinet, Haraze Djombo Kibit           |
| 5  | Sila              | Goz-Beïda    | Goz-Beïda, Koukou Angara, Tissi, Addé              |
| 6  | Salamat           | Am Timan     | Am Timan, Aboudéïa, Haraze Mangueigne              |
| 7  | Bahr El Gazal     | Moussoro     | Moussoro, Michémiré, Sallal                        |
| 8  | Bahr Kôh          | Sarh         | Sarh, Dembo, Korbol, Maro                          |
| 9  | Biltine           | Biltine      | Biltine, Am-Zoer, Arada, Gueréda, Iriba            |
| 10 | Borkou            | Faya-Largeau | Faya, Bourkou Yala, Kouba Olanga                   |
| 11 | Ennedi            | Fada         | Fada, Gouro, Kalaït, Ouadi Hawar, Ounianga Kébir   |
| 12 | Guéra             | Mongo        | Mongo, Bitkine, Mangalmé, Melfi                    |
| 13 | Hadjer-Lamis      | Massaguet    | Massaguet, Linia, Karal, Mandalia, Mani, Massakori |
| 14 | Kabbia            | Gounou Gaya  | Gounou-Gaya, Binder, Fianga,                       |
| 15 | Kanem             | Mao          | Mao, Mondo, Nokou, Rig-Rig                         |
| 16 | Lac               | Bol          | Bol, Baga-Sola, Doum-Doum, Liwa, Ngouri            |
| 17 | Lac Iro           | Kyabé        | Kyabé, Bohobé, Boum Kebir                          |
| 18 | Logone Occidental | Moundou      | Moundou, Beïnamar, Bénoye, Krim-Krim               |
| 19 | Logone Oriental   | Doba         | Doba, Bébedjia, Béboto, Bodo, Goré                 |
| 20 | Mayo-Boneye       | Bongor       | Bongor, Guelendeng, Kim, Rigaza                    |
| 21 | Mandoul           | Koumra       | Koumra, Bédjondo, Bouna, Goundi, Moïssala          |
| 22 | Mayo-Dala         | Pala         | Pala, Gagal, Lagon, Léré                           |
| 23 | Monts de Lam      | Mbaïbokoum   | Mbaïbokoum, Mbaïkoro, Bessao, Larmanaye            |
| 24 | Ouaddaï           | Abéché       | Abéché, Abougoudam, Am-Dam, Chokoyan, Abdi         |
| 25 | Assongha          | Adré         | Adré, Hadjer-Addid, Mabrone                        |
| 26 | Tandjilé Est      | Laï          | Laï, Déressia, Dono Manga                          |
| 27 | Tandjilé Ouest    | Kélo         | Kélo, Béré, Dafra                                  |
| 28 | Tibesti           | Bardaï       | Bardaï, Aouzou, Zouar                              |

Carte : Carte administrative du Tchad (28 départ.)

### Entre octobre 2002 et février 2008: 18 régions
| N° | Région                | Chef-lieu    | Départements                                          |
| -- | --------------------- | ------------ | ----------------------------------------------------- |
| 1  | Batha                 | Ati          | Batha Est, Batha Ouest, Fitri                         |
| 3  | Chari-Baguirmi        | Massenya     | Baguirmi, Chari, Loug Chari                           |
| 5  | Hadjer-Lamis          | Massakory    | Dababa, Dagana, Haraze Al Biar                        |
| 17 | Wadi Fira             | Biltine      | Biltine, Dar Tama, Kobé                               |
| 2  | Borkou-Ennedi-Tibesti | Faya-Largeau | Borkou, Ennedi Est, Ennedi Ouest, Tibesti             |
| 4  | Guéra                 | Mongo        | Barh Signaka, Guéra                                   |
| 6  | Kanem                 | Mao          | Barh el Gazel, Kanem                                  |
| 7  | Lac                   | Bol          | Mamdi, Wayi                                           |
| 8  | Logone Occidental     | Moundou      | Dodjé, Lac Wey, Ngourkosso, Guéni (2)                 |
| 9  | Logone Oriental       | Doba         | Nya Pendé, Pendé, Monts de Lam, Nya (1), Kouh-Est (2) |
| 10 | Mandoul               | Koumra       | Barh Sara, Mandoul Occidental, Mandoul Oriental       |
| 11 | Mayo-Kebbi Est        | Bongor       | Mayo-Boneye, Kabbia, Mont d'Illi (1), Mayo-Lémié (1)  |
| 12 | Mayo-Kebbi Ouest      | Pala         | Lac Léré, Mayo-Dallah                                 |
| 13 | Moyen-Chari           | Sarh         | Barh Kôh, Grande Sido, Lac Iro                        |
| 14 | Ouaddaï               | Abéché       | Assoungha, Djourf Al Ahmar, Ouara, Sila               |
| 15 | Salamat               | Am Timan     | Aboudeïa, Barh Azoum, Haraze Mangueigne               |
| 16 | Tandjilé              | Laï          | Tandjilé Est, Tandjilé Ouest                          |
| 18 | Ville de Ndjamena     | Ndjamena     | 10 arrondissements municipaux                         |

(Décret no 419/PR/MAT/02 du 17 octobre 2002 portant création des Régions)
NB : liste des régions dans l'ordre du décret + n° sur la carte
(1) créés en 2004 / (2) créés en 2006

### Entre février 2008 et août 2018: 22 puis 23 régions

Carte des 22 régions - février 2008

19 février 2008, création de nouvelles régions : Borkou, Ennedi, Tibesti par démembrement de la région Borkou-Ennedi-Tibesti, Sila par division de la région Ouaddaï, Barh el Gazel par division de la région Kanem.
4 septembre 2012, création de nouvelles régions : Ennedi Est et Ennedi Ouest par démembrement de la région Ennedi.
| N°   | Région            | Chef-lieu    | Départements                                               |
| ---- | ----------------- | ------------ | ---------------------------------------------------------- |
| 1    | Batha             | Ati          | Batha Est, Batha Ouest, Fitri                              |
| 2    | Chari-Baguirmi    | Massenya     | Baguirmi, Chari, Loug Chari                                |
| 3    | Hadjer-Lamis      | Massakory    | Dababa, Dagana, Haraze Al Biar                             |
| 4    | Wadi Fira         | Biltine      | Biltine, Dar Tama, Iriba, Mégri                            |
| 5    | Barh el Gazel     | Moussoro     | Barh el Gazel Nord, Barh el Gazel Sud, Barh el Gazel Ouest |
| 6    | Borkou            | Faya-Largeau | Borkou, Borkou Yala                                        |
| 7(1) | Ennedi Est        | Amdjarass    | Amdjarass, Wadi Hawar                                      |
| 7(2) | Ennedi Ouest      | Fada         | Fada, Mourtcha                                             |
| 8    | Guéra             | Mongo        | Barh Signaka, Guéra, Abtouyour, Mangalmé                   |
| 9    | Kanem             | Mao          | Nord Kanem, Kanem, Wadi Bissam                             |
| 10   | Lac               | Bol          | Fouli, Kaya, Mamdi, Wayi                                   |
| 11   | Logone Occidental | Moundou      | Dodjé, Lac Wey, Ngourkosso, Guéni                          |
| 12   | Logone Oriental   | Doba         | Nya Pendé, Pendé, Monts de Lam, Nya, Kouh-Est, Kouh-Ouest  |
| 13   | Mandoul           | Koumra       | Barh Sara, Mandoul Occidental, Mandoul Oriental            |
| 14   | Mayo-Kebbi Est    | Bongor       | Mayo-Boneye, Kabbia, Mont d'Illi, Mayo-Lémié               |
| 15   | Mayo-Kebbi Ouest  | Pala         | Lac Léré, Mayo-Dallah, Mayo-Binder                         |
| 16   | Moyen-Chari       | Sarh         | Barh Kôh, Grande Sido, Lac Iro                             |
| 17   | Ouaddaï           | Abéché       | Abdi, Assoungha, Ouara                                     |
| 18   | Salamat           | Am Timan     | Aboudeïa, Barh Azoum, Haraze-Mangueigne                    |
| 19   | Sila              | Goz Beïda    | Kimiti, Djourouf Al Ahmar                                  |
| 20   | Tandjilé          | Laï          | Tandjilé Est, Tandjilé Ouest, Tandjilé Centre              |
| 21   | Tibesti           | Bardaï       | Tibesti Est, Tibesti Ouest                                 |
| 22   | Ville de Ndjamena | Ndjamena     | 10 arrondissements municipaux                              |

Carte : 